# St. Joseph, Minnesota
St. Joseph là một thành phố thuộc quận Stearns, tiểu bang Minnesota, Hoa Kỳ. Năm 2010, dân số của thành phố này là 6534 người.

## Dân số
- Dân số năm 2000: 4681 người.
- Dân số năm 2010: 6534 người.